# Municipio Chalco
Koordinaten: 19° 16′ N, 98° 54′ W

Karte des Municipios

Chalco ist eine Gemeinde (municipio) im mexikanischen Bundesstaat México. Verwaltungszentrum und größter Ort der Gemeinde (municipio) ist Chalco de Díaz Covarrubias; die nächstgrößeren Orte sind San Martín Cuautlalpan, San Mateo Huitzilzingo und San Gregorio Cuautzingo. Die etwa 220 km² große Gemeinde hatte im Jahr 2010 310.130 Einwohner, wovon etwas mehr als die Hälfte im Hauptort ansässig sind.
Der Name Chalco kommt aus dem Nahuatl (challi „Rand, Ufer“) und bedeutet „am Seeufer“. Chalco liegt unmittelbarer Nachbarschaft zu Mexiko-Stadt und grenzt an die municipios Ixtapaluca, Valle de Chalco Solidaridad, Temamatla, Cocotitlán, Tenango del Aire, Juchitepec und Tlalmanalco.

## Geschichte
Nach der Überlieferung kamen die ursprünglichen, zu den Nahua gehörenden Bewohner von Chalco, die Chalcas, aus der mythischen Region Chicomóztoc, das von einigen mit Tollan, dem heutigen Tula, gleichgesetzt wird. Wahrscheinlich im 13. oder 14. Jahrhundert zugewandert, lieferten sie sich lange Zeit kriegerische Auseinandersetzungen mit den emporstrebenden Azteken, die in den Blumenkriegen und der Eroberung durch die Azteken unter Montezuma I. im Jahre 1465 gipfelten.
Die spanischen Eroberer Pedro de Alvarado und Bernardino Vázquez de Tapia waren im Herbst von 1519 als Gesandte auf dem Weg nach Tenochtitlán. Auf ihrem Weg dorthin lag Chalco. So besuchten sie als erste Europäer die Stadt. Als die Spanier später einen Krieg gegen die Azteken führten, schlossen die Chalcas (Bewohner der Stadt) ein Bündnis mit den Konquistadoren. Als treue Verbündete der Spanier hatten sie einen bedeutenden Anteil am Untergang des Aztekenreiches. Nach dem Sieg der Spanier reklamierte Hernán Cortés Chalco als Encomienda für sich selbst.
Im Jahr 1824 entstand das Municipio, dessen Grenzen sich seither jedoch mehrfach verschoben.

## Söhne und Töchter
- Vicente Mendiola Quezada (1900–1986), Architekt und Maler